# نیروگاه بادی طفیله
نیروگاه بادی طفیله (انگلیسی: Tafila Wind Farm) یک نیروگاه بادی با ظرفیت تولید برق ۱۱۷ مگاوات است که در استان طفیله اردن واقع شده است. این نیروگاه که دارای ۳۸ توربین است در ماه دسامبر ۲۰۱۵ توسط پادشاه عبدالله دوم افتتاح شد. ساخت این نیروگاه که ۲۸۷ میلیون دلار هزینه داشته است، اولین نیروگاه بادی در این کشور پادشاهی است. جهت ایجاد این پروژه مبلغ ۷۵ میلیون دلار از شرکت مالی بین‌المللی، که زیر نظر گروه بانک جهانی قرار دارد، دریافت شد. هدف از ایجاد این نیروگاه، متنوع سازی منابع انرژی در اردن و افزایش سهم انرژی تجدیدپذیر در مجموع ترکیب انرژی می‌باشد.